# GIRL (TM NETWORKの曲)
「GIRL」（ガール）は、TM NETWORKの7枚目のシングル。1986年8月27日にEPIC・ソニーから発売された。

## 背景、音楽性
アルバム『GORILLA』からのシングルカット。宇都宮隆の強いプッシュでリカットになった。ドラマの主題歌に相応しいとの理由だったが、タイアップはつかなかった。
カップリング「雨に誓って〜SAINT RAIN〜」は、「全体的にポップな曲。ポップではあるが何かとも言えない雰囲気があり、雰囲気の再現に苦労する」と小室はインタビューに答えている。

## 制作
表題曲のドラムスはリズムマシンによるもので、無機的なリズムや切ないボーカルの歌い方、その中間で絡み合う様々なシンセ音を併存させ、曲が空中分解するくらいの雰囲気を狙ったとされている。あるフレーズが別のフレーズを追いかける対位法のようなところがあり、アンサンブルが高度とのこと。リズムマシンとベース、ギター、ピアノがあれば、この曲の雰囲気は再現可能である。
表題曲のキーはG#マイナー。キーボードの黒鍵を多く使うほど哀愁のある響きになると小室はインタビューで答えている。

## 収録曲
| 全編曲: 小室哲哉。 |                              |           |                    |      |
| #                  | タイトル                     | 作詞      | 作曲               | 時間 |
| 1.                 | 「GIRL」                     | 神沢礼江  | 小室哲哉           | 4:43 |
| 2.                 | 「雨に誓って〜SAINT RAIN〜」 | 西門加里  | 小室哲哉、木根尚登 | 4:19 |
| 合計時間:          | 合計時間:                    | 合計時間: | 合計時間:          | 9:02 |

## 収録アルバム
GIRL
- GORILLA
- NAOTO KINE PRESENTS TMN BLUE
- TIME CAPSULE all the singles
- TM NETWORK THE SINGLES 1
- TM NETWORK ORIGINAL SINGLES 1984-1999
- TM NETWORK ORIGINAL SINGLE BACK TRACKS 1984-1999 (オリジナル・カラオケ)
- Gift from Fanks T

雨に誓って〜SAINT RAIN〜
- GORILLA
- THE LEGEND TM NETWORK
- Welcome to the FANKS!
- TM NETWORK ORIGINAL SINGLES 1984-1999
- TM NETWORK ORIGINAL SINGLE BACK TRACKS 1984-1999 (オリジナル・カラオケ)
- Gift from Fanks M